# Shentong
Shentong (Wylie: gzhang stong, "vacío del otro") es un término que designa un tipo de visión budista sobre la vaciedad (śūnyatā), Madhyamaka y las dos verdades en el budismo indotibetano. El término se refiere a una serie de puntos de vista sostenidos por diferentes figuras budistas tibetanas.
El punto de vista shentong clásico fue desarrollado y defendido por la escuela Jonang del budismo tibetano, especialmente por el gran erudito Dölpopa Shérap Gyeltsen (1292-1361). El punto de vista también tiene precursores en algunas obras budistas indias, como el Ratnagotravibhāga y los escritos de figuras indias como Ratnākaraśānti y Sajjana. 
El shentong clásico sostiene que, si bien todos los fenómenos relativos están vacíos de existencia inherente (svabhava), la realidad última no está vacía de su propia existencia inherente. Desde este punto de vista, la realidad última, la sabiduría búdica (buddha jñana) o naturaleza búdica, sólo está vacía de fenómenos relativos y contaminados, pero no está vacía de sus innumerables cualidades despiertas (buddhaguna). Los defensores tibetanos del shentong, como Dölpopa, describen los puntos de vista opuestos sobre la vacuidad y el Madhyamaka como rangtong ("vacío de sí mismo", "vacío de sí mismo"). En general, estos puntos de vista sostienen que todos los fenómenos (relativos y últimos) están igualmente vacíos de existencia inherente y, por tanto, tienen el mismo estatus ontológico.
El punto de vista shentong ve la realidad absoluta (paramarthasatya) como un "buddhajñana no dual" positivo que sólo está "vacío" de "otros" fenómenos relativos. Esta realidad última positiva (la naturaleza búdica, tathagatagarbha o Dharmadhatu) no está vacía de su propia naturaleza y, por tanto, es "verdaderamente existente".
El shentong de Jonang influyó posteriormente en las opiniones de diversas figuras de las otras escuelas del budismo tibetano, como Sakya Chokden y Situ Panchen, haciéndose popular en varios linajes. El punto de vista shentong fue oficialmente prohibido por las autoridades gelug en el siglo XVII, debido a conflictos políticos y doctrinales con la escuela Jonang, y los textos shentong fueron a veces destruidos en este periodo. Tras este periodo de supresión, los lamas jonang, kagyu y nyingma propagaron diversos puntos de vista shentong. En el siglo XIX se produjo un renacimiento del shentong, sobre todo dentro del movimiento no sectario Rimé. En la actualidad, el shentong clásico sigue siendo la principal teoría filosófica de la escuela Jonang, y algunos lamas de las escuelas Kagyu, Sakya y Nyingma también enseñan otras formas de shentong.

## Historia

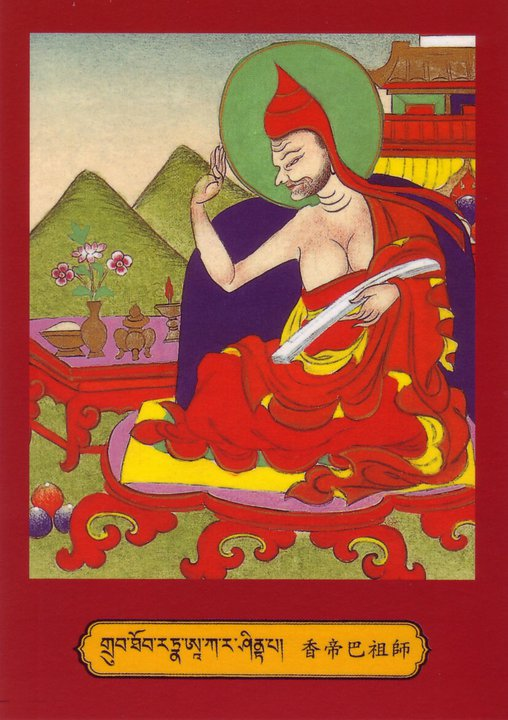
Ilustración tibetana de Ratnākaraśānti, un erudito de la universidad de Vikramashila conocido por defender opiniones de tipo shentong.

### Origen indio
La noción de shentong surgió de varios debates doctrinales indios y tibetanos sobre los temas de Madhyamaka, Yogacara y la teoría de la naturaleza de buda.
Por lo general, los partidarios del shentong lo remontan a numerosas fuentes indias, como los sutras de tathagatagarbha, un grupo de tratados atribuidos conjuntamente a Asanga y Maitreya (especialmente el Ratnagotravibhāga), y un conjunto de elogios atribuidos a Nāgārjuna (los "Cuatro Himnos" y el Dharmadhātustava). La afirmación del Ratnagotravibhāga de que "el verdadero fin está vacío de fenómenos condicionados en todos los aspectos" es una fuente clave para el razonamiento shentong. El mismo texto contiene también un pasaje clave que afirma: "el elemento básico está vacío de lo adventicio, que tiene la característica de ser separable. No está vacío de los atributos insuperables, que tienen la característica de ser inseparables".
Al desarrollar el punto de vista shentong, Dolpopa se basa en varios sutras Mahayana que él consideraba de significado definitivo, entre ellos: Tathāgatagarbha sūtra, Avikalpapraveśa dhāraṇī (Dharani para entrar en lo no conceptual), Śrīmālādevī Siṃhanāda Sūtra, Mahābherīsūtra (Sutra del Gran Tambor), Aṅgulimālīya Sūtra, Tathāgatamahākaruṇānirdeśasūtra (Sutra que presenta la Gran Compasión del Tathagata, también conocido como el Dhāraṇīśvararāja), Mahāmegha sūtra (Sutra de la Gran Nube), el Mahāyāna Mahāparinirvāṇa Sūtra, el "Capítulo de Maitreya" (que se encuentra en dos versiones del Gran Prajñaparamita tibetano), el Pañcaśatikāprajñāpāramitā (La perfección de la sabiduría en 500 líneas), el Saṃdhinirmocanasūtra, el Laṅkāvatāra Sūtra y el Buddhāvataṃsakasūtra.
Karl Brunnhölzl señala que varias fuentes indias contienen un punto de vista similar al shentong. Este punto de vista es una interpretación alternativa del modelo yogacara de "las tres naturalezas" que afirma que la naturaleza perfeccionada está vacía tanto de la naturaleza imaginaria como de la naturaleza dependiente. Este punto de vista se encuentra en el Bṛhaṭṭīkā (un comentario Prajñāpāramitā que comenta en el 'Capítulo Maitreya' del Gran Prajñāpāramitāsūtra), el Bhagavatyāmnāyānusāriṇī (un comentario sobre el Aṣṭasāhasrikā Prajñāpāramitā), así como en algunos textos del estudioso Ratnākaraśānti, que también afirman que la naturaleza perfeccionada es la naturaleza de buda.

El Bṛhaṭṭīkā afirma que la naturaleza perfeccionada (aquí llamada "la forma dharmata") está vacía de la naturaleza dependiente (aquí llamada "lo concebido") y de la naturaleza imaginaria:
Aquí, lo que es la naturaleza perfeccionada (la forma dharmata) está vacía de características tales como existir de forma imaginaria, y está vacía de la forma que aparece como el aspecto de un objeto que es concebido como forma. Por eso se le llama "vacío".
Además, el Bṛhaṭṭīkā afirma que "estar vacío significa estar desprovisto de lo que es otro" (sct. *pararahita; tibː gzhan bral). Los comentarios de Prajñāpāramitā como el Bṛhaṭṭīkā también afirman que la naturaleza perfeccionada es una mente naturalmente luminosa que es inmutable, y libre de manchas adventicias. El Sākārasiddhiśāstra (Tratado que prueba las imágenes conscientes) del erudito indio Jñānaśrīmitra también promueve ideas similares.

Otra fuente india, el Mahāyānottaratantraśāstropadeśa de Sajjana, un comentario sobre el Ratnagotravibhāga, afirma:
Los seres están dotados del corazón tathāgata, porque la disposición para el [tathāgata] existe en ellos. La talidad del elemento está desprovista de lo que está afligido-el dependiente (paratantra).
Según Jamgon Kongtrul, el shentong está asociado a la "tercera rueda" del Dharma, la intención más elevada de Buda, que puede encontrarse en diversas fuentes indias como los tratados de Maitreya y algunos de los himnos de Nāgārjuna. Kongtrul traza el linaje de la tercera rueda a través de figuras indias como Asaṅga, Vasubandhu, Dharmapāla (530-561), Candragomī, Ratnākaraśānti, Maitrīpa y su alumno Vajrapāṇi, que escribió un comentario sobre el Tattvadaśaka (Diez estrofas sobre la verdadera realidad) de Maitrīpa. Este linaje fue transmitido al Tíbet por Ānandakīrti y Sajjana, a través de Ngog Lotsāwa (1059-1109), Su Gawé Dorje, Dsen Kawoché, y entró en la tradición Kagyu a través de Gampopa y Padampa Sangyé.

### Desarrollo en el Tíbet

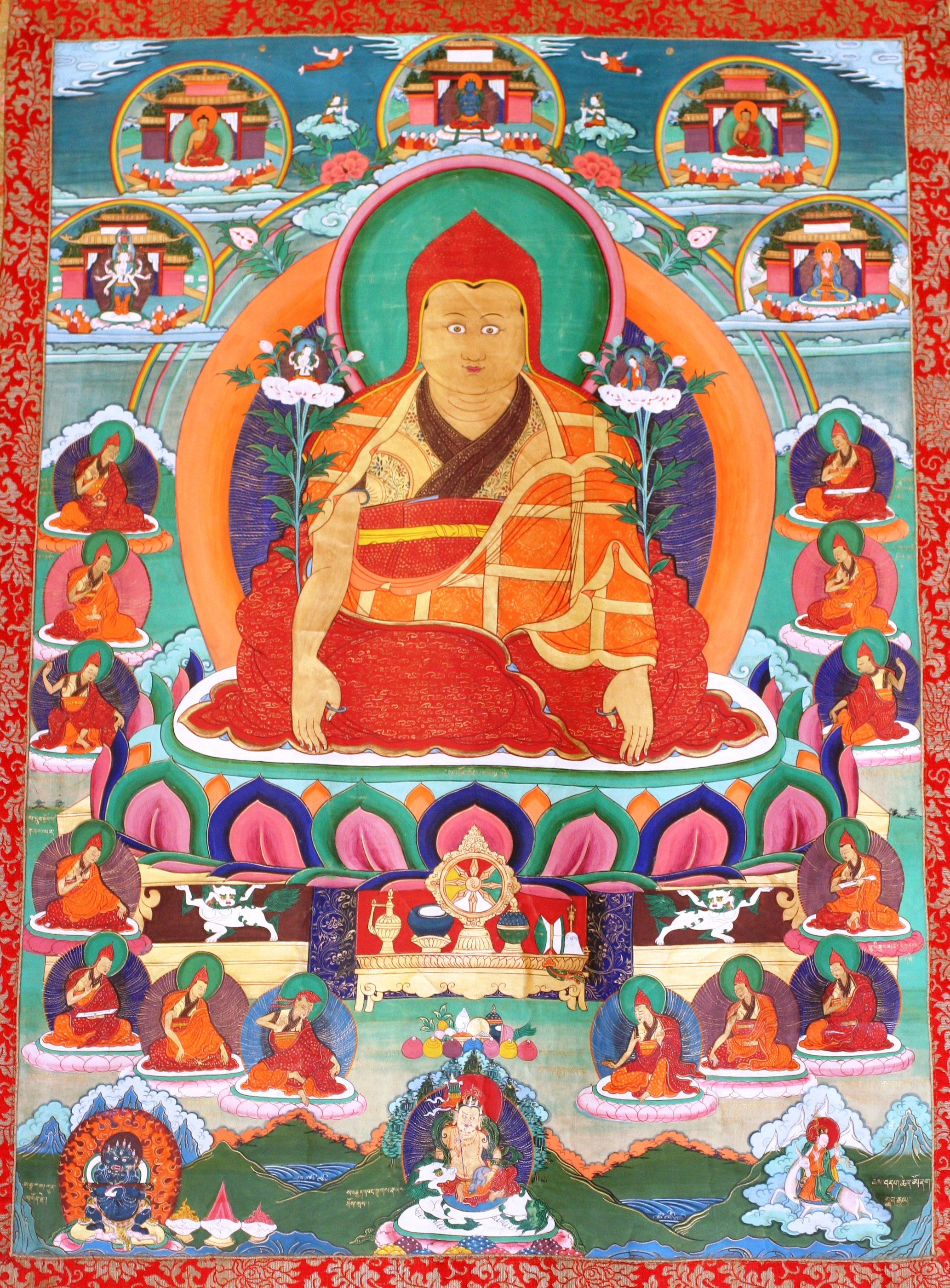
Dolpopa Sherab Gyaltsen (1292–1361)

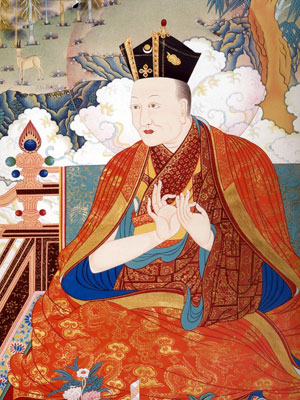
Chödrak Gyatso (1454-1506), séptimo Karmapa, jefe de la Escuela Karma Kagyu

En la tradición Jonang de Kālacakra, Yumo Mikyö Dorje es considerado el fundador clave del shentong en el Tíbet. Las historias de Jonang afirman que era un pandit de Cachemira y alumno de un sabio (siddha) llamado Candranātha. Los únicos textos que se conservan de esta figura son sus "Cuatro lámparas lúcidas", que se centran en el yoga de seis ramas de Kālacakra.
El Shentong fue sistematizado y difundido por Dölpopa Shérap Gyeltsen (1292-1361), un lama de formación Sakya que más tarde se unió a la escuela Jonang. Dolpopa studió con Khetsun Yonten Gyatso (1260-1327) y se convirtió en un gran erudito y practicante de Kālacakra. En 1321, Dölpopa visitó por primera vez el Monasterio de Tsurphu y mantuvo extensas conversaciones con el tercer Karmapa Rangjung Dorje (1284-1339). Es posible que Rangjung Dorje influyera en el desarrollo de algunas de las teorías de Dölpopa.
Dölpopa afirmaba tener unas percepciones extraordinarias, y su experiencia meditativa parece haber desempeñado un gran papel en el desarrollo de su visión shentong. Dölpopa desarrolló un nuevo vocabulario filosófico, basado en el sánscrito y el tibetano, para expresar su experiencia. Acuñó nuevos términos, como shentong y khunzhi yeshe ("conciencia primordial universal"), y popularizó otros como "Gran Madhyamaka". También utilizó términos de las escrituras Mahayana que no se usaban en el Tíbet en aquella época, por ejemplo, se refirió a la verdad última como atman, nitya (eterno) y dhruva (inamovible). Según Tāranātha, Dölpopa también unificó dos linajes shentong, el linaje sūtra de Maitreya-Asaṅga y el linaje del Kālacakra tantra de Kālacakrapāda el Viejo.
En el siglo XV, el shentong había sido aceptado por algunas figuras de las escuelas sakya y kagyu. El erudito sakya Shakya Chokden (1428-1507), su maestro Rongton, y Chödrak Gyatso, el séptimo Karmapa Lama (1454-1506, que fue alumno de Shakya Chokden), eran partidarios de la visión del shentong, aunque tenían sus propias interpretaciones del shentong, que no son idénticas a la forma más fuerte del shentong Jonang.
En la tradición Jonang, Tāranātha (1575-1635) es el segundo en importancia después del propio Dölpopa. Fue responsable del efímero renacimiento de la escuela en su conjunto a finales del siglo XVI y principios del XVII, y de la amplia revitalización de la teoría shentong en particular. Tāranātha escribió un comentario sobre el Sutra del Corazón en el que afirma que el Sutra, y la prajñāpāramitā, enseñan el punto de vista shentong.

### Crítica, represión y renacimiento
Los puntos de vista shentong han sido criticados a menudo por los seguidores de las cuatro principales escuelas budistas tibetanas, pero especialmente por las escuelas sakya y gelug. El lama sakya Rendawa Shonu Lodro (1348-1413) fue uno de los primeros críticos de este punto de vista, al igual que su alumno Je Tsongkhapa (1357-1419), fundador de la escuela gelug. Rendawa escribió una refutación del Kalachakra de Jonang que dio lugar a posteriores debates y contrarrefutaciones por parte de eruditos de Jonang como Jangchup Senge.
El gran maestro sakya del siglo XIV Buton Rinchen Drub (1290-1364) también fue muy crítico con los puntos de vista shentong. Gyaltsab Je y Khedrup Gelek Pelzang, primer Panchen Lama, dos de los principales discípulos del fundador gelug Je Tsongkhapa, también fueron críticos de shentong.
La doctrina shentong fue suprimida por la escuela gelug (que dominaba el Tíbet en aquella época) durante varios siglos, tanto por motivos políticos como doctrinales. En 1658, las autoridades gelug prohibieron la escuela Jonang y sus textos, convirtiendo por la fuerza a sus monjes y monasterios, así como prohibiendo la filosofía y los libros shentong. Los textos de Shakya Chokden, que promovían el shentong y criticaban a Tsongkhapa, también fueron prohibidos en el siglo XVII.
Tras la supresión de la escuela Jonang y sus textos y de los textos de Śākya Chokden por parte del gobierno tibetano en el siglo XVII, diversos puntos de vista shentong fueron propagados principalmente por lamas de karma kagyu y nyingma. Entre las figuras clave de este renacimiento se encuentran Katok Tsewang Norbu (1698-1755), jefe del monasterio de Katok, y el lama kagyu Situ Panchen (1700-1774), capellán superior de la corte del reino de Derge, alumno de Katok Tsewang Norbu y del octavo Tai Situpa. Estas dos figuras desempeñaron un papel decisivo en la difusión de los puntos de vista shentong fuera de Jonang. Tsewang Norbu fue alumno del lama de Jonang Künsang Wangpo, e introdujo el shentong y la tradición del tantra Kālacakra en Kagyu y Nyingma. También fue maestro del Decimotercer Karmapa y del Décimo Shamarpa.

### Periodo moderno

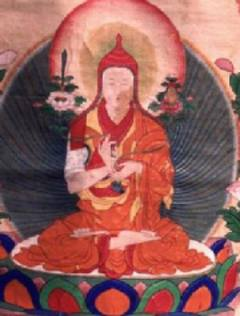
Jamgön Kongtrül Lodrö Thayé (1813-1899), un gran exponente del shentong en la era moderna

El siglo XIX fue testigo de un nuevo renacimiento del shentong, especialmente entre figuras del movimiento Rimé como Jamyang Kyentsé Wangpo (1820-1892) y Jamyang Chökyi Lodrö (1896-1958). Un defensor clave del shentong influenciado por Dölpopa fue Jamgön Kongtrül (1813-1899), y su obra sigue siendo influyente en los círculos kagyu en la actualidad. El influyente erudito nyingma Jamgön Ju Mipham (1846-1912) también defendió una visión única del shentong en su obra El rugido del león del shentong. Sin embargo, a pesar de esta actividad no sectaria, Mipham tenía claro que su filosofía era, en última instancia, prasangika madhyamaka. A pesar de ello, al menos uno de los alumnos de Mipham fue un conocido shentongpa, Shechen Gyaltsab Padma Namgyal (1871-1926).
En la época moderna, la escuela Jonang también experimentó un renacimiento. Entre los principales defensores del shentong en esta época se encuentran Bamda Gelek Gyatso (1844-1904), Tsoknyi Gyatso (1880-1940), Ngawang Lodro Drakpa (1920-75), Kunga Tukje Palsang (1925-2000) y Ngawang Yonten Sangpo (1928-2002).
La forma fuerte de shentong defendida por Dölpopa y Tāranātha sigue siendo la principal teoría filosófica de la escuela Jonang. Otras formas de shentong (principalmente influenciadas por las interpretaciones de Kongtrul y Mipham) también son enseñadas por algunos lamas de las escuelas Kagyu, Sakya y Nyingma. Según Cyrus Stearns, las formas Kagyu y Nyingma de shentong varían mucho de las enseñanzas originales de Dölpopa y "representan una síntesis que se ha desarrollado a lo largo del tiempo, principalmente para permitir que los conocimientos más profundos de Dölpopa se incorporen a las doctrinas establecidas del Gran Sello y la Gran Perfección".

## Filosofías Shentong
No existe un único punto de vista shentong, sino una gran variedad de teorías tibetanas asociadas a este punto de vista. El término puede referirse a una teoría metafísica, un esquema conceptual doctrinal y una forma de explicar una experiencia espiritual específica. Estas diversas formas de shentong incluyen el shentong clásico de la escuela Jonang, que considera que la sabiduría búdica sólo está vacía de dharmas adventicios (pero no vacía de su propia naturaleza), el punto de vista de Śākya Chokden, que considera que la luminosidad de la mente está vacía de otros, el punto de vista de Dudul Dorje (1733-1797), el Decimotercer Karmapa, que ve el nirvāṇa como otro vacío, el punto de vista de Mikyö Dorje (1507-1554), el Octavo Karmapa, que sostiene que la sabiduría de Buda está vacía en términos de su ser, pero no vacía en cómo aparece.

### Jonang

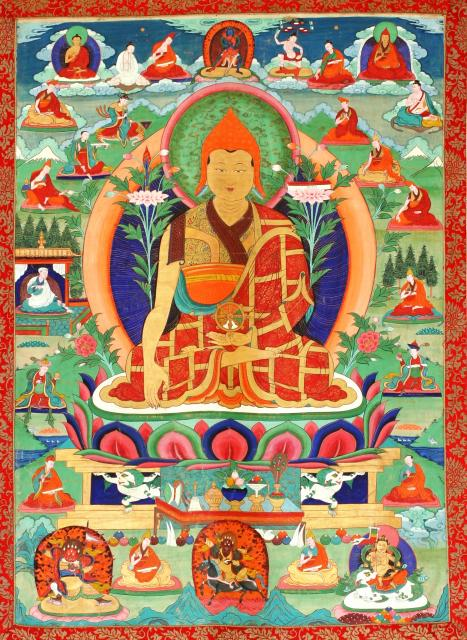
Tāranātha, un gran erudito de la escuela Jonang

La doctrina shentong de la escuela Jonang considera que la doctrina de las dos verdades distingue entre una realidad última (la naturaleza de buda, el dharmadhatu) y una realidad relativa (todos los demás fenómenos o dharmas). Según este punto de vista, la naturaleza de buda es real (y no está vacía de existencia inherente), mientras que todos los demás fenómenos están vacíos de existencia inherente (svabhava). La realidad última también se describe como vacía, pero lo es de un modo diferente. La realidad absoluta sólo está "vacía" (shen-) de "otros" (-tong) fenómenos relativos, pero no está vacía de su propia naturaleza (dotada de todas las cualidades búdicas).

Así, Dölpopa distingue entre dos modos diferentes de vacuidad, uno que se aplica a la verdad relativa y otro que se aplica a lo último. Dölpopa escribe:
Puesto que todo lo que está presente como los dos modos de vacuidad son iguales en ser vacuidad, hay afirmaciones con la única frase: "Todo es vacuidad", pero también hay afirmaciones que distinguen entre vacío de la propia naturaleza y vacío de lo otro. Así que su intención también debe ser presentada con precisión. Con respecto a eso, debido a que las entidades relativas e incidentales son completamente inexistentes en su verdadero modo de existencia, están vacías de esencia propia. Eso es estar vacío de auto-naturaleza. Debido a que el absoluto original, que está vacío de esos fenómenos relativos, nunca es inexistente, está vacío de otros fenómenos.
Esta realidad absoluta es la "sabiduría que todo lo fundamenta" o "gnosis del fundamento de todo" (kun gzhi ye shes, sct. ālaya-jñāna) que es "increada e indestructible, incondicionada y está más allá de la cadena del origen dependiente" y es la base tanto del samsara como del nirvana. Dölpopa también considera lo absoluto como la luminosidad natural (sinónimo del dharmakaya) que es "una gran dicha primordial, indestructible y eterna inherentemente presente en todo ser vivo."
La realidad relativa (que está vacía de su propia naturaleza, es decir, rangtong) se refiere a los fenómenos impermanentes que surgen y cesan y que dependen de causas y condiciones. Se utiliza especialmente para referirse a las impurezas mentales y a los pensamientos mundanos que velan la naturaleza búdica última. También se asocia con la conciencia almacén (sct. ālāyavijñāna, tib. kun gzhi rnam shes). Dölpopa compara la sabiduría pura o naturaleza búdica con un cielo claro, mientras que los fenómenos relativos impuros son comparados con nubes que sólo la oscurecen temporalmente.
Según Dölpopa, el tathāgatagarbha (naturaleza de buda, sinónimo de dharmadhātu) se refiere a las perfecciones de la pureza suprema, la permanencia, el ser (atman) y la dicha (como se enseña en el Ratnagotravibhāga). Brunnhölzl escribe que para Dölpopa, esta naturaleza búdica "está liberada de todas las características de los puntos de referencia, está más allá de los términos y pensamientos, y es el objeto de la sabiduría no conceptual inconfundible. Puesto que resiste el análisis mediante el razonamiento, sólo se la puede confundir con algo que no es cuando se la somete a tal análisis". Dölpopa afirma que esta realidad última es la misma que "los reflejos de la vacuidad dotada de todos los aspectos supremos" (sct. sarvākāravaropetāśūnyatā) enseñados en el Kālacakra, que es una vacuidad dotada de cualidades despiertas.
Dölpopa se refirió a otro punto de vista que denominó "rangtong" (vacío de sí mismo). Ésta era la interpretación dominante de la vacuidad y el madhyamaka en el budismo tibetano, que sostenía que todos los fenómenos (dharmas) están vacíos de una naturaleza propia (svabhava) tanto en sentido relativo como absoluto. Los defensores del punto de vista shentong suelen utilizar el término rangtong para referirse a las opiniones de quienes rechazan el punto de vista shentong, como Tsongkhapa (1357-1419). Lo que hace del "rangtong" un punto de vista diferente es que rechaza la idea de que exista algo que no esté vacío de naturaleza esencial (incluso la budeidad) y, como tal, todos los fenómenos sólo existen de forma dependiente (incluso el nirvana y la sabiduría del buda). Shentong, mientras tanto, sostiene que hay algo que existe verdaderamente en un sentido absoluto, y esto es la sabiduría de Buda (buddhajñana) o el continuo de la mente luminosa (prabhāsvara).
En el Jonang shentong, uno estudia inicialmente el análisis madhyamaka de estilo rangtong a través de los textos clásicos indios del Madhyamaka (principalmente la Colección de Razonamientos de Nagarjuna), y luego va más allá de estas enseñanzas utilizando las enseñanzas shentong, el "Gran Madhyamaka" del tercer giro. Así pues, Dölpopa no rechazaba por completo el punto de vista rangtong, simplemente lo consideraba el punto de vista inferior e incompleto del segundo giro de la rueda del Dharma. Según Dölpopa, las enseñanzas rangtong eran enseñanzas de significado provisional, mientras que las enseñanzas shentong eran las enseñanzas finales y definitivas. Dölpopa también sostenía que la intención última de las enseñanzas provisionales es la misma naturaleza de buda y, por tanto, las escrituras del segundo y tercer giro, junto con las tradiciones yogacara y madhyamaka, coinciden en última instancia. Dölpopa se basa en varias fuentes indias para defender esta posición, incluyendo el capítulo Maitreya del Gran Prajñāpāramitā sutra, el comentario Bṛhaṭṭīkā (que atribuyó a Vasubandhu) y la Colección de Himnos de Nagarjuna.

### Shentong en Kagyü

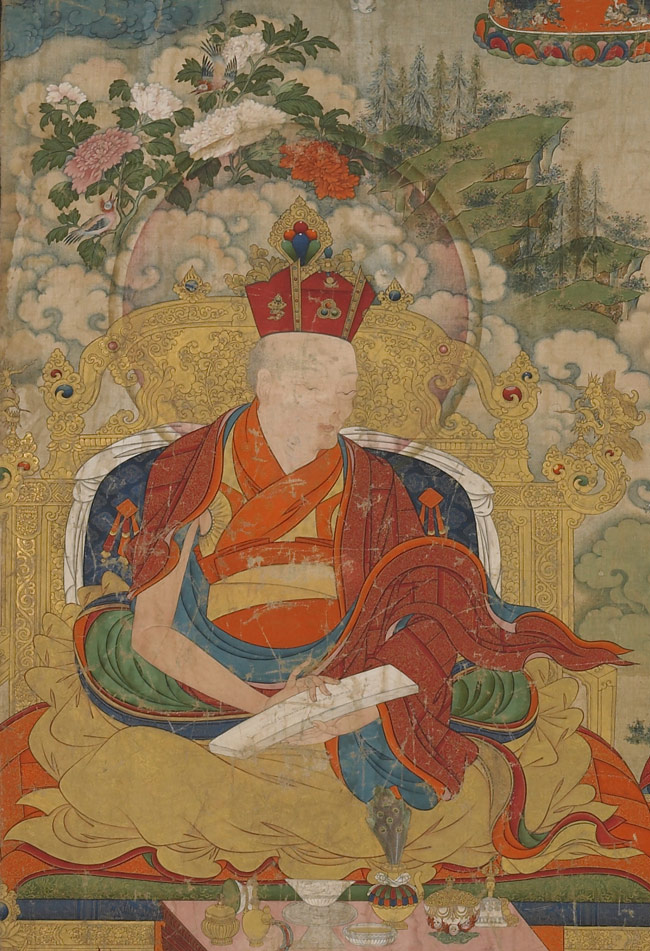
Situ Panchen, 8º Situpa, fundador y jefe del monasterio de Palpung

Numerosos lamas kagyu han enseñado diversas formas de shentong, entre ellos el Séptimo Karmapa, el Octavo Karmapa, el Decimotercer Karmapa, el Quinto Shamarpa, el Octavo Situpa Situ Panchen y Jamgön Kongtrul. Los puntos de vista de Shentong también han sido defendidos por lamas kagyu recientes como Kalu Rinpoche, Khenpo Tsultrim Gyamtso Rinpoche y Thrangu Rinpoche.

#### Los Karmapas
La visión del shentong defendida por los Karmapas, los jefes tradicionales de la escuela Karma Kagyü, es una visión que sintetiza el prasangika madhyamaka con las ideas del shentong.
Según Karl Brunnhölzl Rangjung Dorje, el Tercer Karmapa "es considerado tradicionalmente la principal autoridad en la visión de la naturaleza búdica en la Escuela Karma Kagyü". Brunnhölzl señala que su punto de vista "no coincide ni con Shentong tal como lo entendieron Dölpopa, Tāranātha y otros Jonangpas, ni con las presentaciones de Śākya Chogden o Jamgön Kongtrul Lodrö Tayé". La opinión del Tercer Karmapa es que el dharmakāya es una "mente incondicionada y espontáneamente presente" que trasciende todos los conceptos y puntos de referencia y es omnipresente, como el espacio. Se dice que "existe como realidad última", pero no se dice que esté "realmente establecida, sea permanente, duradera y totalmente inmutable."
Este es el punto de vista defendido también por Chödrak Gyatso (1454-1506), el Séptimo Karmapa, en su Océano de textos sobre el razonamiento, quien también sostiene que "rangtong y shentong no son contradictorios". El Séptimo Karmapa sostenía que la naturaleza búdica que se enseña en el verdadero shentong es "la gran libertad de los extremos, la inseparabilidad de la apariencia y la vacuidad, y la unión de las dos realidades". Además, la describe como "la mente como tal, no confinada, imparcial, naturalmente luminosa, la expansión y la conciencia inseparables, la gran esfera, la mente ordinaria". Rechazó el shentong de Jonang como eternalista, por plantear una realidad última eterna e inmutable permanente. También argumenta que este punto de vista insulta a los budas "al implicar que los seres sensibles son budas completamente perfectos."
 

Del mismo modo, el Decimotercer Karmapa, Düdül Dorje (1733-1797) afirma:
tanto la rueda media como la final [del dharma] tienen el significado del corazón sugata, la unidad de la vacuidad y la luminosidad. La [rueda] media lo explica principalmente enseñando la vacuidad, mientras que la [rueda] final lo dilucida principalmente enseñando la luminosidad. Entiendo que, en realidad, no son contradictorias. 

#### Jamgön Kongtrul
La popularidad actual del shentong en la escuela Kagyü se debe principalmente a la influencia del gran erudito Jamgön Kongtrul, que estuvo fuertemente influido por el shentong de Jonang.
Kongtrül sostenía que el "Shentong Madhyamaka" era el significado último del tercer giro de la rueda del Dharma y de los himnos de Nagarjuna. Como tal, lo veía como el punto de vista más elevado que presenta "la sabiduría primordial de la vacuidad libre de elaboraciones". Según Kongtrül, la naturaleza misma de la sabiduría primordial que está libre de todos los extremos es inmanente en todas las conciencias. Además, para Kongtrül, esta sabiduría primordial no dual está verdaderamente establecida, pues de lo contrario la realidad última sería una especie de nada.

### En Nyingma
Katok Tsewang Norbu (1698-1755), jefe del monasterio de Katok, es la principal figura que introdujo el shentong en la tradición Nyingma. Aunque el shentong no es una opinión muy extendida en nyingma, otros importantes eruditos nyingma han defendido el shentong, entre ellos Lochen Dharmaśrī (1654-1717), y Gedsé Paṇḍita Gyurmé Tsewang Chogdrub (1761-1829).
El célebre lama nyingma del siglo XIX Jamgon Ju Mipham Gyatso escribió obras tanto de apoyo como críticas a las posturas shentong. En su Rugido del león de la vacuidad extrínseca y en su Excursus largo sobre el núcleo de la consecución. Estas discusiones se encuentran en su Rugido del león de la vacuidad extrínseca y en su Excursus largo sobre el núcleo de la consecución. El Excursus critica una interpretación absolutista del shentong, mientras que el Rugido del León defiende una visión equilibrada del shentong.
Según Stearns, lamas nyingma como Dilgo Khyentse Rinpoche (1910-91), Kalu Rinpoche (1905-89) y Dudjom Rinpoche (1904-87) aceptaron una forma de shentong.
Un lama nyingma reciente que enseñó una visión shentong (combinada con prasangika madhyamaka) fue Khenchen Palden Sherab Rinpoche.

## Shentong en práctica
La visión del mundo shentong se apoya en diferentes tipos de prácticas budistas en las diversas tradiciones budistas tibetanas.
En la escuela Jonang, la principal práctica espiritual que acompaña a la visión del shentong es la práctica del yoga de seis ramas del Kālacakratantra. Klaus Dieter Mathes ha argumentado que las experiencias yóguicas no conceptuales descritas por fuentes como el Śrīlaghukālacakratantra y el comentario Vimalaprabhā son experiencias meditativas importantes en esta tradición. Particularmente importante es la experiencia del "reflejo de la vacuidad" (śūnyatābimba: stong nyid gzugs brnyan).
En la tradición Kagyu, el principal método de práctica utilizado por los seguidores del shentong son las meditaciones al estilo Mahāmudrā, que están fuertemente influenciadas por el Ratnagotravibhāga. Algunas de estas fuentes han sido traducidas por Karl Brunnholzl en su obra When the Clouds Part: El Uttaratantra y su tradición meditativa como puente entre el sutra y el tantra (2015).